# City of New York (skepp)
City of New York var en ångmaskinsdriven träbark som användes under amiral Richard E. Byrds första antarktisexpedition 1928-1930. Skeppet sjösattes cirka 1886 i Arendal under namnet Samson och under de 67 år hon seglade användes hon, utöver polarexpeditionen, för säljakt, valjakt, som museum och fraktfartyg.

## Historia
Skeppet var från början en barkentin konstruerad att klara isarna vid säljakt i norra ishavet. Hon byggdes av K. Larsen för T. Thommesen & Søn 1884-1886 i Arendal, Norge och döptes ursprungligen till Samson. Hon var 45 meter lång, 6,5 meter bred, hade två däck och en besättning på 45 man.
1908 såldes hon till Trondheim för att under den ungefärliga perioden 1915–1919 ägas av S. T. Sverne under namnet Jacobsen. Under perioden 1919–1926 hette hon Bellsund och ägdes av AB Spetsbergens Svenska kolfält som drev Sveagruvan på Svalbard. Under en period låg hon sedan för ankar i Göteborgs hamn för att 1927-1928 skeppas från Tromsø till New York och amiral Byrd där hon under namnet City of New York skulle användas vid hans första Sydpolsexpedition som startade 1928. Byrd köpte skeppet på inrådan av Roald Amundsen och barken blev det viktigaste fartyget under expeditionen. Innan expeditionen byggdes skeppet om och riggades till bark.

### Sydpolsexpeditionen 1928–1930
City of New York lämnade New Yorks hamn den 25 augusti 1928 för att segla till Nya Zeeland dit hon anlände den 26 november. För att spara på kolet bogserades hon därefter mot packisen av ångbåten Eleanor Bolling. Hon seglade sedan genom isen till den plats som blev basläger för expeditionen, vilken nåddes den 1 januari 1929. Tanken var att City of New York skulle fortsätta göra expeditionsrutter men vädret var för hårt. I mitten av februari påbörjades återfärden mot Nya Zeeland. Hon nådde hamn efter en mycket svår resa och lades upp över vintern. Den 5 januari 1930 påbörjade hon ännu en resa söderut men utsattes genast för mycket hårt väder och hamnade till slut 480 km ur kurs. Först den 18 februari 1930 nådde hon baslägret i packisen och evakueringen påbörjades genast. Redan 24 timmar senare seglade hon norrut igen.

### 1931–1950-tal
Efter Sydpolsexpeditionen blev City of New York ett flytande museum över polarexpeditionen och seglade utmed Atlantkusten och the Great Lakes. Bland annat var hon en del av världsutställningen i Chicago 1933. När hon senare låg för ankar vid Cleveland blev hon instängd, då en ny bro byggdes som var för låg för att hon skulle kunna passera. Hon blev kvar ända tills andra världskriget utbrott då efterfrågan på skepp ökade. Hennes master togs ned och hon seglades för att användas på östkusten. Där riggades hon om till en tremastad skonert utan motor. Hon var i tjänst mellan 1944 och 1947 utmed rutten Nova Scotia och Västindien. Till slut ansågs hon för långsam och 1947 tog man bort toppmasterna, kortade bogsprötet och satte i en motor vilken gjorde henne till en motorskonare.

### Skeppsbrottet 1952
Under andra halvan av 1952 såldes City of New York för att frakta potatis från Prince Edward Island i Kanada. Den 29 december 1952, innan hon påbörjat sin nya tjänst slets hennes förtöjningar, hon drev och gick till slut på grund på Chebogue Ledge utanför Yarmouth Harbor i Nova Scotia. Skeppet började brinna, vattenfylldes och sjönk. Den 5 januari 1953 utbröt en storm som slet skeppet i delar.

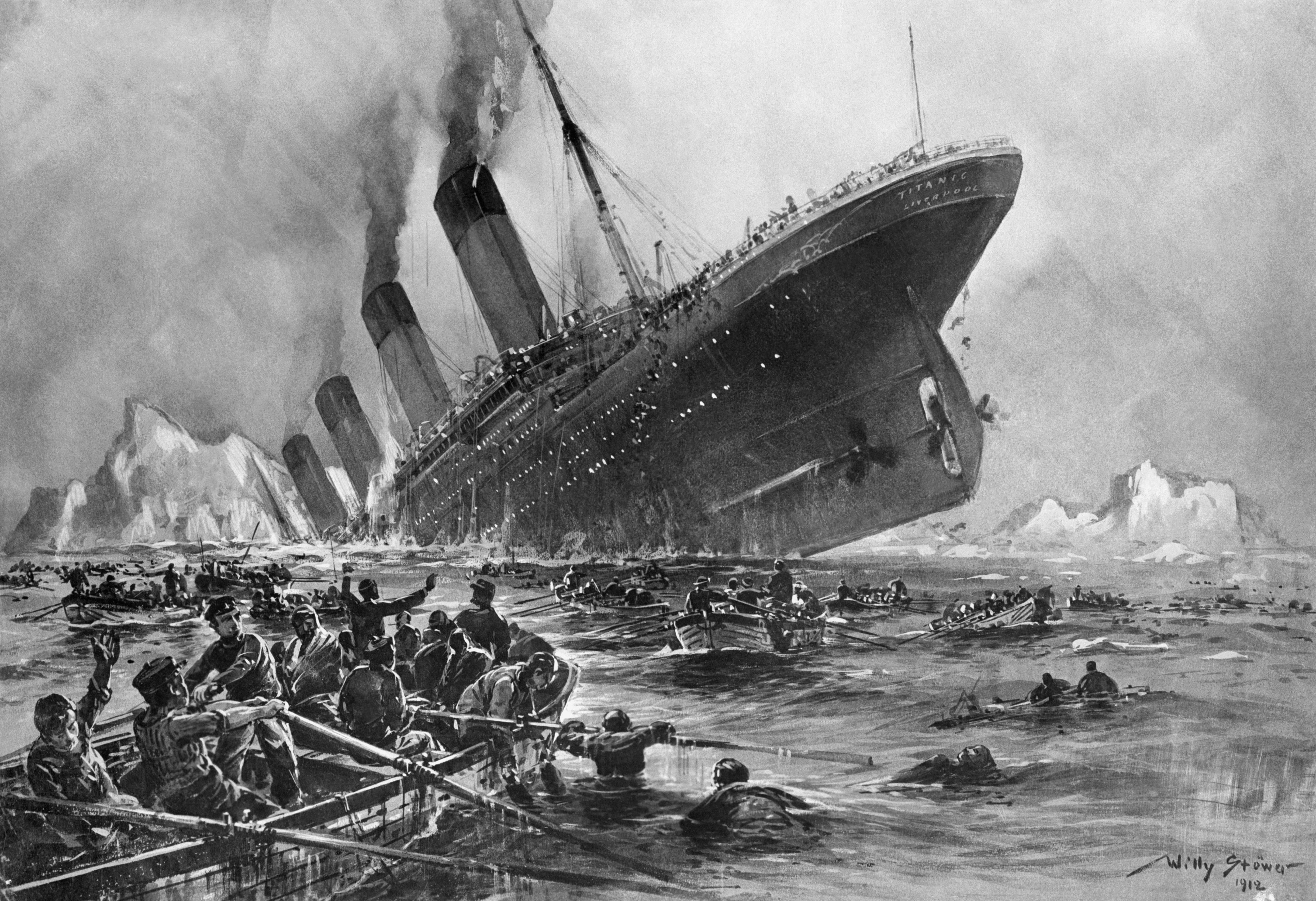
Målning föreställande Titanics förlisning.

### Historien om Titanic
I ett radioprogram på BBC 1962 intervjuades Henrik Naess som varit försteofficer på Samson 1912. Han påstod att han sett Titanics nödraketer men att Samson inte försökte hjälpa Titanic eftersom de illegalt befann sig på territoriellt vatten och ägnade sig åt tjuvjakt av säl. Naess påstående har ifrågasatts och historien har inte kunnat verifieras.